# أبشيرونسك
أبشيرونسك (بالروسية: Апшеронск) هي إحدى مدن روسيا في الكيان الفدرالي الروسي كراسنودار كراي.

## المناخ
يظهر الجدول التالي التغييرات المناخية على مدار السنة لأبشيرونسك:
| البيانات المناخية لـأبشيرونسك     | البيانات المناخية لـأبشيرونسك | البيانات المناخية لـأبشيرونسك | البيانات المناخية لـأبشيرونسك | البيانات المناخية لـأبشيرونسك | البيانات المناخية لـأبشيرونسك | البيانات المناخية لـأبشيرونسك | البيانات المناخية لـأبشيرونسك | البيانات المناخية لـأبشيرونسك | البيانات المناخية لـأبشيرونسك | البيانات المناخية لـأبشيرونسك | البيانات المناخية لـأبشيرونسك | البيانات المناخية لـأبشيرونسك | البيانات المناخية لـأبشيرونسك |
| الشهر                             | يناير                         | فبراير                        | مارس                          | أبريل                         | مايو                          | يونيو                         | يوليو                         | أغسطس                         | سبتمبر                        | أكتوبر                        | نوفمبر                        | ديسمبر                        | المعدل السنوي                 |
| --------------------------------- | ----------------------------- | ----------------------------- | ----------------------------- | ----------------------------- | ----------------------------- | ----------------------------- | ----------------------------- | ----------------------------- | ----------------------------- | ----------------------------- | ----------------------------- | ----------------------------- | ----------------------------- |
| متوسط درجة الحرارة الكبرى °م (°ف) | 5.2 (41.4)                    | 5.7 (42.3)                    | 9.4 (48.9)                    | 16.1 (61.0)                   | 21.0 (69.8)                   | 24.7 (76.5)                   | 27.3 (81.1)                   | 27.3 (81.1)                   | 22.9 (73.2)                   | 17.0 (62.6)                   | 11.6 (52.9)                   | 7.3 (45.1)                    | 16.3 (61.3)                   |
| المتوسط اليومي °م (°ف)            | 1.8 (35.2)                    | 2.2 (36.0)                    | 5.3 (41.5)                    | 11.3 (52.3)                   | 16.1 (61.0)                   | 19.9 (67.8)                   | 22.5 (72.5)                   | 22.3 (72.1)                   | 17.8 (64.0)                   | 12.4 (54.3)                   | 7.9 (46.2)                    | 4.0 (39.2)                    | 12.0 (53.6)                   |
| متوسط درجة الحرارة الصغرى °م (°ف) | −1.6 (29.1)                   | −1.2 (29.8)                   | 1.2 (34.2)                    | 6.6 (43.9)                    | 11.3 (52.3)                   | 15.1 (59.2)                   | 17.7 (63.9)                   | 17.3 (63.1)                   | 12.8 (55.0)                   | 7.8 (46.0)                    | 4.3 (39.7)                    | 0.8 (33.4)                    | 7.7 (45.9)                    |
| الهطول مم (إنش)                   | 87 (3.4)                      | 62 (2.4)                      | 66 (2.6)                      | 69 (2.7)                      | 78 (3.1)                      | 92 (3.6)                      | 74 (2.9)                      | 76 (3.0)                      | 73 (2.9)                      | 76 (3.0)                      | 94 (3.7)                      | 94 (3.7)                      | 941 (37)                      |
| المصدر: climate-data.org          |                               |                               |                               |                               |                               |                               |                               |                               |                               |                               |                               |                               |                               |

## أعلام
- فلاديمير شيشيلوف